# هرنان مادرید
هرنان مادرید (انگلیسی: Hernán Madrid؛ زادهٔ ۲ آوریل ۱۹۸۱) بازیکن فوتبال متولد شیلی اهل فلسطین بود.
از باشگاه‌هایی که در آن بازی کرده است می‌توان به باشگاه فوتبال یونیورسیداد کاتولیکا اشاره کرد.
وی همچنین در تیم ملی فوتبال فلسطین بازی کرده است.